# Selenasta kislina
Selenasta kislina je anorganska spojina s kemijsko formulo H2SeO3 ali natančneje (HO)2SeO.

## Priprava in lastnosti
Selenasta kislina je analogna žveplasti kislini. Pripravi se enostavno z raztapljanjem selenovega dioksida v vodi. V trdnem stanju imajo njene molekule zaradi selenovega prostega elektronskega para piramidasto obliko in so med seboj povezane z vodikovimi vezmi. V vodnih raztopinah se obnaša kot dvoprotonska kislina:
H2SeO3 ⇌ H+ + HSeO−
3 (pKa = 2,62)
HSeO−
3 ⇌ H+ + HSeO2−
3 (pKa = 8,32)
Je zmeren oksidant, vendar reakcije potekajo počasi. Sama se reducira v elementarni selen. V 1 M H+ poteka naslednja reakcija:
H2SeO3 + 4H+ + 4e- ⇌ Se + 3H2O (Eθ = +0,74 V),
v 1 M OH- pa:
SeO32- + 4e- + 3H2O ⇌ Se + 6OH- (Eθ = -0,37 V).

## Uporaba
Največ selenaste kisline se porabi za bruniranje jekla, predvsem orožja (osebno strelno orožje in topovi). Za bruniranje se uporablja skupaj z bakrovim(II) nitratom (Cu(NO3)2) in dušikovo kislino (HNO3). Barva jekla se iz srebrno sive spremeni v modro sivo. V preteklosti se je bruniralo tudi hladno orožje.
Uporablja se tudi za kemično temnenje in patiniranje bakra, medenine in brona. Nastala bogata temna barva se lahko kasneje še poudari z abrazijo.
Selenasta kislina je ključna komponenta Meckejevega reagenta, s katerim se na hiter in enostaven način ugotavlja morebitno prisotnosti alkaloidov in drugih spojin, na primer prepovedanih drog.
V organskih sintezah se uporablja za sintezo 1,2-diketonov, na primer glioksala.

## Učinki na zdravje
Kot mnoge selenove spojine, je tudi selenova kislina zelo toksična in zaužitje kakršne koli količine kisline je navadno smrtonosno. Simptomi zastrupitve s selenom se pojavijo nekaj ur po zaužitju in vključujejo omamljenost, vrtoglavico, velik padec krvnega tlaka in smrt.